# Роздольне (Байтерецький район)
Роздо́льне (каз. Раздольное) — село у складі Байтерецького району Західноказахстанської області Казахстану. Адміністративний центр Роздольненського сільського округу.
Населення — 487 осіб (2021; 582 у 2009, 663 у 1999, 673 у 1989).